# Un homme inquiétant
Un homme inquiétant (A Daughter's Nightmare) est un téléfilm canadien réalisé par Vic Sarin et diffusé aux États-Unis le 3 mai 2014 sur Lifetime.

## Synopsis
À la suite de la mort de son mari atteint d'un cancer du poumon, Dana vit seule avec sa fille Ariel, qui entre à l'université. Là-bas, Ariel y rencontre un jeune homme paraissant perturbé, Ben, et son beau-père, Adam. Adam profite de la situation pour se rapprocher avec insistance de Dana qui se met soudainement à avoir des problèmes de santé.

## Fiche technique
- Titre original : A Daughter's Nightmare
- Réalisation : Vic Sarin
- Scénario : Shelley Gillen
- Musique : Keith Power
- Pays d'origine :  États-Unis
- Langue originale : anglais
- Durée : 87 minutes
- Date de diffusion :
  -  France : 16 juin 2014 sur TF1

## Distribution
- Emily Osment (VF : Anne Tilloy) : Ariel Morgan
- Paul Johansson (VF : Mathieu Buscatto) : Patrick Adamson Smith
- Victoria Pratt (VF : Stéphanie Lafforgue) : Dana Morgan
- Gregg Sulkin (VF : Taric Mehani) : Ben Woods
- Richard Karn (VF : Philippe Roullier) : Cameron Morgan
- Jaden Rain : Brooks
- Eric Breker (VF : Éric Marchal) : Vic
- Gabriela Zimmerman : Maria
- Alex Zahara : Dr Shwarzstein
- Peter Benson : Dr Logie
- Giles Panton (en) : George

- Version française :
  - Société de doublage : Mediadub International
  - Directeur artistique : Stanislas Forlani

## Production
Ce téléfilm a été tourné en Colombie-Britannique, dans la région de l'Okanagan, et plus précisément dans la ville de Kelowna.

## Accueil
Le téléfilm a été vu par 1,521 million de téléspectateurs lors de sa première diffusion.